# Hermelins gruvstuga
Hermelins gruvstuga är en tidigare industribyggnad i Malmberget. Byggnaden uppfördes 1919 med putsad fasad med stensockel. Den byggdes som gruvstuga, omedelbart utanför stollen till underjordsgruvan Hermelinsgruvan, och byggdes till 1921. Den har varit manskapshus till fram på 1960-talet och har i senare tid inhyst LKAB:s gruvmuseum samt samlingslokal för PRO Malmberget.
Hermelinsstollen var utfraktsort för malm från Hermelinsgruvan. Den byggdes 1901 och har en front av trä mot berget från 1913 med en detaljrik utformning. Hermelinsstollens front flyttades 2017 till Solsidan i Koskullskulle., där den står fritt i närheten av från Bolagsområdet flyttade bostadshus vid Lugna Gatan. (67°10′45″N 20°43′51″Ö / 67.17917°N 20.73083°Ö)

## LKAB:s gruvmuseum i Malmberget

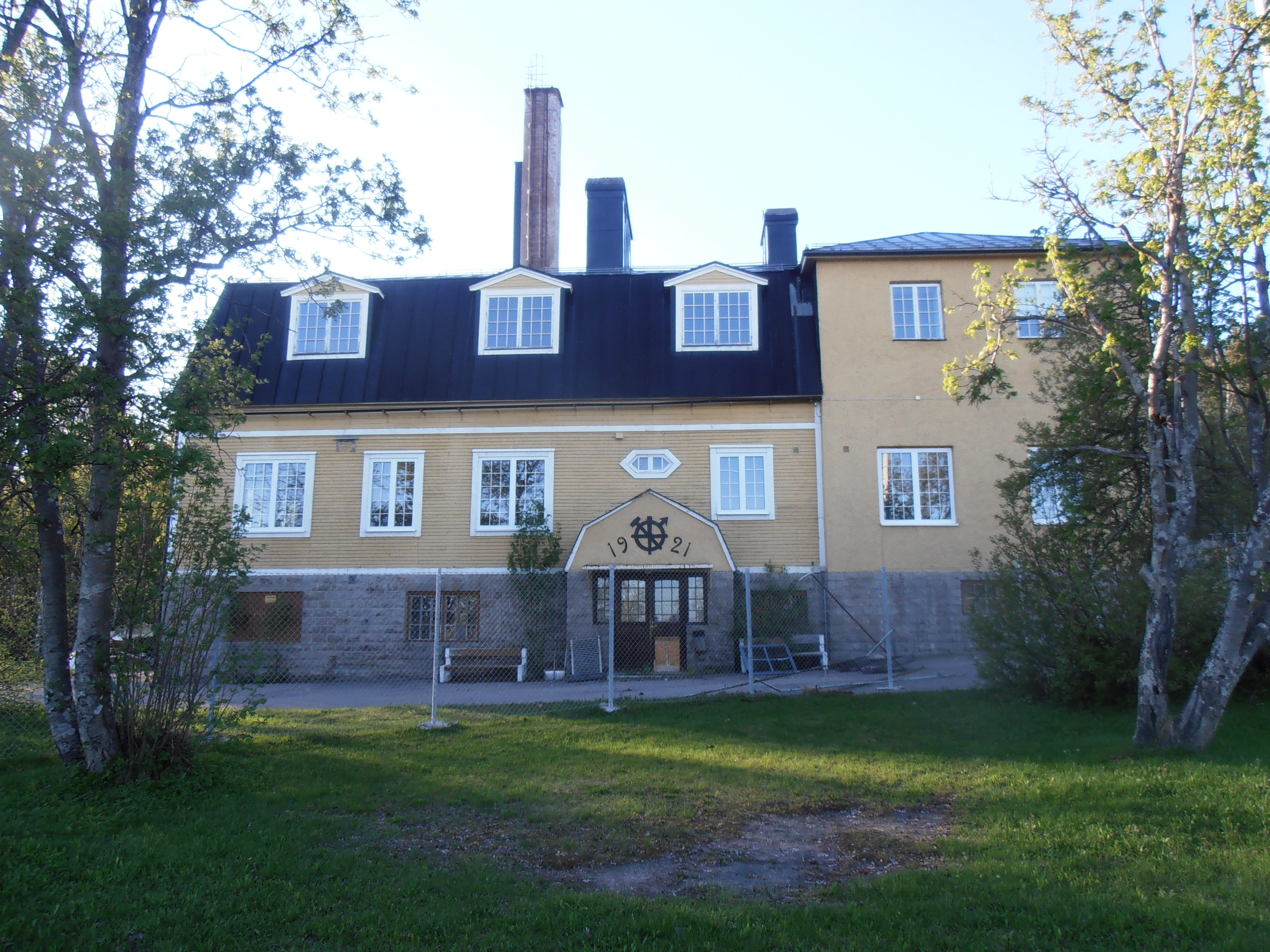
LKAB:s gruvmuseum i juni 2020.

Hermelins gruvstuga har inrymt det tidigare LKAB:s gruvmuseum. Detta stängdes 2018, med avsikt att omlokalisera det till nya lokaler.

## Kungastenarna
I närheten av byggnaden och stollen har tre så kallade kungastenar rests, en för varje gång en svensk kung har besökt Malmberget. Dessa är: Oskar II 1894, Gustaf VI Adolf 1953 och Carl XVI Gustaf 1990. 

## Avveckling av samhälletMalmberget
Gruvstugan ligger inom området Hermelin i Bolagsområdet, vilket är under evakuering och rivning på grund av rasrisk vid fortsatt brytning av underjordsgruvan i Malmberget. Byggnaden ligger sedan 2018 inom det instängslade rivningsområdet för Johannes- och Hermelinsområdena. Avsikten är att påbörja sanering och rivning under 2020.